# Converse, Indiana
Converse är en kommun (town) i Grant County, och Miami County, i Indiana. Vid 2020 års folkräkning hade Converse 1 161 invånare.